# Miguel Luís
Miguel Mariz Luís (sinh ngày 27 tháng 2 năm 1999) là một cầu thủ bóng đá người Bồ Đào Nha thi đấu ở vị trí tiền vệ cho Sporting CP B ở Giải bóng đá hạng nhất quốc gia Bồ Đào Nha.